# Alejandro Gou Boy
Alejandro Gou Boy es un productor de teatro y empresario de entretenimiento mexicano. Cuenta con más de 25 años experiencia en el rubro, y más de 75 producciones teatrales. 

## Estudios y Trayectoria
Estudió la carrera de cronista deportivo en la escuela Raúl del Campo, además de teatro en el Núcleo de Estudios Teatrales de Televisa, donde tuvo como maestros a Luis de Tavira, Hugo Argüelles, Luis Rábago y Ludwik Margules entre otros. 
Fue asistente de dirección de escena de Jaime Humberto Hermosillo y Emilio Carballido. 
Trabajó durante 7 años en Televisa, dentro de producciones de Luis de Llano y Marco Flavio Cruz en el programa Papá soltero.
Sus inicios en la producción teatral comenzaron con las obras clásicas infantiles; Caperucita, La Bella Durmiente, Pinocho, en las que trabajó con Ramón Sevilla, Arturo Espinosa, Manuel Cepeda, Polo Falcón, Edgar Rico y, en especial, Enrique Alonso "Cachirulo". Con ellos descubrió la exigencia y nobleza del público infantil, lo que derivó la apuesta para introducir a México espectáculos familiares, llevando al escenario a personajes series y dibujos animados entre los que destacan Power Rangers, Spiderman, Pokemón, Barney, LazyTown, Ben 10, Bob Esponja, El Chavo del 8, Peppa Pig y My Little Pony de la mano de Tycoon Gou. Éstos han tenido presencia en todo el continente, incluso en Asia, con el show de Dora la Exploradora.
En el terreno de la comedia ha producido obras como:  ‘La Tarea’, ‘Rosa de dos Aromas’, ‘A Oscuras me da Risa’, ‘El precio de la fama’ ,’A mi mujer la aguantas tú’, Sálvese quien Pueda’, ‘La Flaca’, ‘Nuestra Casa es un Gran Lío’, ‘Pegados’, ‘Una pareja de 3’, ’Quietos están todos detenidos’, ‘Una pareja con Ángel’, ‘Cama para dos’, ‘Amor de mis Amores’, ‘Brokers’, ‘Mi corazón es tuyo’ y el Tenorio Cómico por más de 15 años consecutivos de temporada. Entre los actores que han participado en estas obras se encuentran: Fredy y Germán Ortega, Daniel Bisogno, Sergio Basañez, Adal Ramones, Raquel Bigorra, Ninel Conde, entre otras. 
Ha incursionado en la creación de espacios de entretenimiento lanzando el Mascabrother Show Center en donde se presentó una amplia gama de comediantes mexicanos, así como presentaciones musicales con artistas como Yuri, José José, y shows internacionales como el de Air Suply. 
Ha producido musicales de gran formato como ‘Vaselina’, ‘Timbiriche el Musical’, ‘Spamalot’ y ‘Hoy No Me Puedo Levantar’, las dos últimas con más de 500 representaciones.
Su más reciente musical, Billy Elliot festejó sus 100 representaciones en el Centro Cultural Teatro 2. Contaron con la presencia de Veronica Castro, quien fue la encargada de la develación de la placa. En este formato, producirá nuevamente Hoy No Me Puedo Levantar, el cual se estrena el 30 de junio en el Teatro Aldama. 
Como promotor, llevó a México espectáculos internacionales dentro de los se destacan: Blue Man Group, Stomp, Ballet de Kiev, Solistas del Bolshoi, Richard Clayderman, Niños Virtuosos del Cáucaso, Jarocho, Forever Tango, Deepak Chopra y el Teatro Negro de Praga.
Ha sido el Director General del Teatro Aldama desde el 2000 y del Centro Cultural Teatro 1 desde el año 2014 hasta la fecha.